# Ambystoma tremblayi
Ambystoma tremblayi Comeau, 1943 est un urodèle qui résulte de l'hybridation entre les espèces Ambystoma jeffersonianum (Salamandre de Jefferson) et Ambystoma laterale (Salamandre à points bleus).

## Publication originale
- Comeau, 1943 : Une ambystome nouvelle. Annales de l'Association Canadienne-Française pour l'Avancement des Sciences, vol. 9, p. 124–125.